# دانیل بروکس
دانیل بریتانی بروکس (انگلیسی: Danielle Brittany Brooks؛ زادهٔ ۱۷ سپتامبر ۱۹۸۹) بازیگر آمریکایی است. او دانش‌آموختهٔ مدرسه جولیارد است و در مجموعهٔ درام نارنجی مد جدید است (۲۰۱۳–۲۰۱۹) و مجموعهٔ ابرقهرمانی پیس‌میکر (۲۰۲۲–اکنون) به ایفای نقش پرداخته‌است.
او نخستین حضورش در برادوی را در سال ۲۰۱۵ با بازآفرینی نمایش موزیکال رنگ ارغوانی تجربه کرد و برای آن نامزد جایزه تونی و برندهٔ جایزه گرمی بهترین آلبوم تئاتر موزیکال شد. بروکس در اقتباس سینمایی سال ۲۰۲۳ این نمایش ایفای نقش کرد و نامزد جایزهٔ اسکار بهترین بازیگر نقش مکمل زن شد.

## زندگی شخصی
در ۲ ژوئیه ۲۰۱۹، بروکس اعلام کرد که نخستین فرزندش را باردار است. در نوامبر همان سال او دختری به دنیا آورد. او در ژانویه ۲۰۲۲ در میامی، فلوریدا با دنیس گلین ازدواج کرد.